# EXO의 사다리타고 세계여행
EXO의 사다리타고 세계여행은 여행의 출발지부터 잠자리까지 운명의 사다리로 결정하는 웹예능 프로그램으로 세계여행 단체 리얼리티이다. 이 프로그램은 현재 시즌제로 방송 중이다.

## 출연

### 시즌 1: 일본편
- EXO-CBX

### 시즌 2: 가오슝시&컨딩편
- EXO[1]

### 시즌 3: 남해편
- 수호
- 시우민
- 디오
- 카이
- 세훈

### 시즌 4: 거제&통영편
- 수호
- 시우민
- 백현
- 첸
- 찬열
- 디오
- 세훈

## 제작정보
- 제작사-SM C&C
- 제작진기획- 이예지  연출-김지선
- PD -조현정, 황윤찬, 허아빈, 최소망, 이원영, 조정영, 금윤지, 박소정, 이나연
- 작가 -황선영, 김희은, 백주연, 신원겸, 신예슬, 황영아, 윤아롬, 유병우, 김혜현